# 山口一家
二代目山口一家（にだいめ やまぐちいっか）は神奈川県に本拠を置く的屋系暴力団で、指定暴力団・極東会の3次団体（上部団体は松山連合会）。
勢力数は約３０人。

## 歴史
初代・山口敬太郎が設立。1980年頃、松山眞一との話し合いにより神奈川の的屋7家名を集め親睦団体神奈川神農同志会を設立し、会長に就いた。その後神奈川同志会に改称、神奈川の8割以上の的屋団体が加盟していた。1992年、暴対法施行により同志会は解散し、県警の指導により神奈川イベント共同組合を設立した。
平成13年2001年8月16日、山口敬太郎が病死し、2002年3月12日、野口 修が二代目を継承した。現在は傘下団体12家名。

## 歴代総長
- 初代 - 山口敬太郎（極東会最高顧問）
- 二代目 - 野口 修（五代目松山直参、松山連合会渉外委員長）

## 最高幹部
- 総長 - 野口 修
- 最高顧問 - 松本 清
- 最高顧問 - 野口裕次
- 最高顧問 - 髙橋寿男
- 本部長 - 星野芳男
- 組織委員長 - 髙橋貴王（山口二代目野口一家）
- 渉外委員長 - 秋丸雄一（山口二代目野口一家）
- 運営委員長 - 佐藤鋭一（山口二代目野口一家）
- 懲罰委員長 - 武井俊彦（相模両国家中野四代目）
- 総務局長 - 井上時雄